# Luís Gonzaga de Brito Guerra
Luís Gonzaga de Brito Guerra, primeiro e único barão do Açu (Campo Grande, 27 de setembro de 1818 — Caraúbas, 6 de junho de 1896) foi um magistrado, jurista, ministro do Supremo Tribunal de Justiça e político, chegando a assumir cargos como deputado provincial, vice presidente da Província do Rio Grande do Norte e presidente da Província do Rio Grande do Norte.
Filho de Simão Gomes de Brito e de Maria Madalena de Medeiros. Casou-se três vezes: a sua primeira esposa, Maria Mafalda de Oliveira, veio a falecer no parto do primogênito, Teófilo Olegário de Brito Guerra. Em segundas núpcias casou-se com Josefina Augustina da Nóbrega; e em terceiras núpcias com Maria das Mercês de Oliveira, única baronesa consorte de Açu.
Formou-se em direito na Faculdade de Direito de Olinda em 1839, aos 21 anos de idade, tendo cumprido longa carreira na magistratura nas províncias do Rio Grande do Norte e do Ceará, como juiz, e na corte imperial.
Quando exercia o cargo de juiz em Açu, foi nomeado por decreto imperial Desembargador da Relação de Ouro Preto, em 1874, cargo que exerceu por onze anos, tendo sido por três vezes presidente daquela corte. Pediu depois remoção para a comarca de Fortaleza, onde ficou menos de dois anos, pois, por decreto de 4 de dezembro de 1886, foi nomeado pelo imperador Ministro do Supremo Tribunal de Justiça, ali permanecendo até aposentar-se em 10 de novembro de 1888.
Foi deputado provincial nas legislaturas de 1842-1843, 1846-1847 e 1856-1857. Vice-presidente da província do Rio Grande do Norte, passou a governá-la em agosto de 1868.

## Títulos nobiliárquicos
Recebeu a comenda da Imperial Ordem de Cristo, em 15 de junho de 1881, além de ter sido conselheiro imperial, em decreto de 24 de janeiro de 1874. Também agraciado com a comenda da Imperial Ordem da Rosa, em 20 de fevereiro de 1875.

### Barão do Açu
Título conferido por decreto imperial em 17 de novembro de 1888. Faz referência à cidade potiguar de Açu, onde o nobre foi juiz por 15 anos.